# Pleochaeta
Pleochaeta är ett släkte av svampar. Pleochaeta ingår i familjen Erysiphaceae, ordningen mjöldagg, klassen Leotiomycetes, divisionen sporsäcksvampar och riket svampar.
Arter enligt Catalogue of Life:
- Pleochaeta lynckii
- Pleochaeta polychaeta